# Mănăstirea Moissac

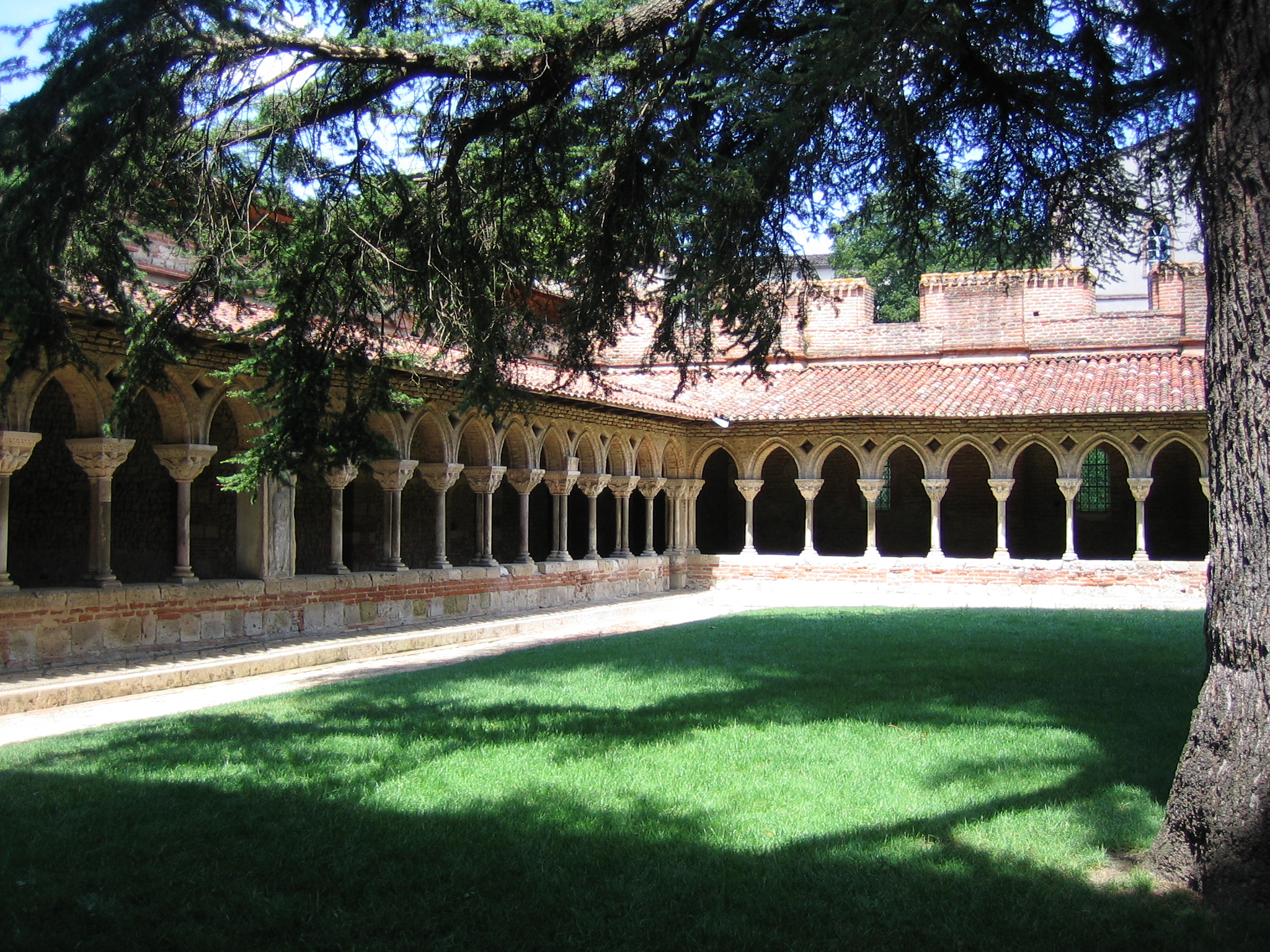
Claustrul mănăstirii

Mănăstirea Moissac a fost un așezământ benedictin din Franța. Portalul bisericii mănăstirii din Moissac, cu hramul Sfântul Petru, este o capodoperă a sculpturii romanice. Mănăstirea a fost desființată în anul 1793, în contextul descreștinării.
Lăcașul a fost trecut în anul 1998 în lista locurilor din patrimoniul mondial UNESCO.